# マーヴィン・ルロイ
マーヴィン・ルロイ（Mervyn LeRoy, 1900年10月15日 - 1987年9月13日）は、アメリカ合衆国の映画監督および映画プロデューサーである。カリフォルニア州サンフランシスコ出身で、両親はユダヤ系であった。

## 生涯

### 幼少期とキャリアの始まり
1906年、ルロイが5歳の時にサンフランシスコ大地震に遭遇し、彼と父親は生き残ったものの、財産をすべて失った。この経験は、後に映画『クォ・ヴァディス』のローマ炎上シーンにおいて、サンフランシスコの火災の記憶がモデルとなったと本人が語るほど、彼に強い影響を与えた。
生活のため、彼は新聞売りやタレント・コンテストへの出場を経て、12歳までにはヴォードヴィルに出演し、「ルロイ＆クーパー」というコンビを結成した。このコンビでは歌と物真似を特技としていた。

### ハリウッド進出と監督への転身
その後、仕事を求めハリウッドへ移り、ブロンコ・ビリー・アンダーソン主演の西部劇に端役として出演した。映画プロデューサーであった従兄弟のジェシー・L・ラスキーを頼り、フェイマス・プレイヤーズ・ラスキー・スタジオ（後のパラマウント映画）に入社する。ここでは、撮影所の衣装部の助手、サイレント映画のエキストラ、カメラマンのアシスタントなどを経験し、俳優としての出演も続けた。
その後、ファースト・ナショナル社（後にワーナー・ブラザースに買収）に移籍すると、コメディ映画の脚本家として多くのコメディ作品を手掛けた。
1927年、『ノー・プレイス・トゥ・ゴー』で映画監督としてデビュー。初期には『ハロルド・ティーン』、『ホット・スピード』、『ハリウッド盛衰記』などのミュージカル・コメディ作品を手掛け、撮影所の稼ぎ頭へと成長した。1931年に発表した『犯罪王リコ』の成功により、彼は一流監督としての地位を確立した。本作はハワード・ホークスの『暗黒街の顔役』、ウィリアム・A・ウェルマンの『民衆の敵』と並び、ギャング映画ブームの火付け役となった。

### 社会派作品とMGMへの移籍
1932年には、冤罪で逮捕された男を通して刑務所の腐敗を描いた『仮面の米国』を発表した。本作は『犯罪王リコ』以上のセンセーションを巻き起こし、ジョージア州当局が長らく放置していた数多くの非人道的な刑罰を撤廃させるなど、社会的に強い影響を与えた。
これらのヒット作を手掛けたルロイに注目したMGM映画は、急逝した映画プロデューサー、アービング・G・タルバーグの後継者として、1938年に当時最高額であった週6,000ドルの給料で彼を引き抜いた。MGM入社直後は主にプロデューサーとして活動し、マルクス兄弟主演の『マルクス兄弟 珍サーカス』や、ミュージカル映画の名作『オズの魔法使い』を手掛け、大きな成功を収めている。

### 監督業への復帰と代表作
プロデューサーとしても非凡な力量を示したルロイは、1940年に監督業に復帰した。1931年の『ウォータールー橋』のリメイクである『哀愁』では、英軍将校とバレリーナの悲しい恋の結末を描いた。ロバート・テイラーとヴィヴィアン・リーの共演が話題を呼び、特に日本では戦後に公開されて大ヒットを記録し、日本映画界にも大きな影響を与え、『また逢う日まで』や『君の名は』といったメロドラマの傑作誕生のきっかけとなった。
1941年に『塵に咲く花』で初めて起用したグリア・ガースンとは、『哀愁』と並びメロドラマの名作とされる『心の旅路』や、伝記映画『キュリー夫人』でも主役に起用した。これらの作品は、ガースンが持つ良妻賢母のイメージを前面に押し出し、戦時下のアメリカ国民の心を掴み、いずれも大ヒットを記録した。
女性映画だけでなく、1944年にはジミー・ドーリットル中佐による東京空襲を描いた戦意高揚映画『東京上空三十秒』を発表した。続く1949年にはMGM創立25周年を記念して製作された『若草物語』で、ジューン・アリスン、エリザベス・テイラー、ジャネット・リーといったMGMの若手女優を贅沢に起用し、ジョージ・キューカー版の『若草物語』と並んで高い評価を得ている。
1951年にはジョン・ヒューストンに代わって演出したスペクタクル史劇『クォ・ヴァディス』、1952年には水着の女王エスター・ウィリアムズ主演の『百万弗の人魚』、1954年にはブロードウェイのヒット・ミュージカルを映画化した『ローズ・マリー』など、多岐にわたるジャンルで活躍した。

### 後期の活動と引退
1955年には古巣のワーナー・ブラザースに戻り、病気や出演したヘンリー・フォンダとの確執で途中降板した巨匠ジョン・フォードに代わって『ミスタア・ロバーツ』の演出を担当した。彼はフォードのタッチに合わせてそつなく仕上げ、観客や批評家にはルロイが撮影したシーンが判別できないほどであったという。
1956年の舞台劇の映画化『悪い種子』は、子供が殺人を犯すというショッキングなテーマで興行的に大成功を収めた。以降もFBIの活躍をドキュメンタリー・タッチで描いた『連邦警察』（1959年）、火山の噴火をテーマにし、後の1970年代のパニック映画ブームを先取りした『四時の悪魔』（1961年）、ジェローム・ロビンスのヒット劇を映画化した『ジプシー』（1962年）などを手掛け、1966年のスリラー『その日その時』を最後に映画制作の現場を離れた。ただし、1968年にはジョン・ウェインが監督した『グリーンベレー』にスタジオアドバイザー（事実上の共同監督）として参加している。

### 晩年と評価
1974年には自叙伝『Take One』を発表した。翌1975年には長年の映画界への多大な功績が評価され、アカデミー協会からアービング・G・タルバーグ賞が贈られた。1987年9月13日、ロサンゼルスの自宅にてアルツハイマー型認知症のため死去した。
同時期に活躍したハワード・ホークスやフランク・キャプラに比べ、作家性は乏しい監督と評されることがある。事実、監督作で1931年の『特輯社会面』以降、『仮面の米国』、『塵に咲く花』、『キュリー夫人』などアカデミー作品賞に何度もノミネートされているが、アカデミー監督賞にノミネートされたのは『心の旅路』のみであった。
しかし、その一方で、てきぱきとした画面処理の才能など監督としての手腕は確かであり、『犯罪王リコ』、『仮面の米国』、『悪い種子』など時代を先取りした題材への嗅覚も特筆すべき点である。デビュー以来40年間、年間4本ペースを保ちながら第一線で活躍した監督は稀有な存在であった。
また、彼はスターの卵を見出す目も持ち合わせており、クラーク・ゲーブル、ロバート・ミッチャム、ロレッタ・ヤング、ラナ・ターナーなど、数々の名優を発掘している。

## 主な監督作品
- 犯罪王リコ - Little Caesar (1931)
- 特輯社会面 - Five Star Final (1931)
- 今宵ひととき - Tonight or Never (1931)
- 二秒間 - Two Seconds (1932)
- 仮面の米国 - I Am a Fugitive from a Chain Gang (1932)
- 歩道の三人女 - Three on a Match (1932)
- ゴールド・ディガース - Gold Diggers of 1933 (1933)
- 酔ひどれ船 - Tugboat Annie (1933)
- 風雲児アドヴァース - Anthony Adverse (1936)
- 哀愁 - Waterloo Bridge (1940)
- 塵に咲く花 - Blossoms in the Dust (1941)
- 心の旅路 - Random Harvest (1942) 極稀な両面2層
- キュリー夫人 - Madame Curie (1943)
- 東京上空三十秒 - Thirty Seconds Over Tokyo (1944)
- 帰郷 -Homecoming (1948)
- 若草物語 - Little Women (1949)
- クォ・ヴァディス - Quo Vadis (1951)
- 百萬弗の人魚 - Million Dollar Mermaid (1952)
- ローズ・マリー Rose Marie (1954)
- 荒野の貴婦人 - Strange Lady in Town (1955)
- ミスタア・ロバーツ - Mister Roberts (1955) ジョン・フォードとの共同監督
- 悪い種子 - The Bad Seed (1956)
- ロケット・パイロット - en:Brink of Hell (1957)
- 黄昏に帰れ - Home Before Dark (1958)
- 連邦警察 - The FBI Story (1959)
- 四時の悪魔 - The Devil at 4 O'Clock (1961)
- ジプシー - Gypsy (1962)
- その日その時 - Moment to Moment (1966)
- グリーン・ベレー - The Green Berets (1968) ジョン・ウェイン、レイ・ケロッグとの共同監督、クレジットなし